# Federico Ughi
Federico Ughi (Rome, 11 oktober 1972) is een Italiaanse drummer en componist in de geïmproviseerde muziek en jazz.
Ughi groeide op in zijn geboortestad, op zijn negende ging hij onder meer gitaar spelen, toen hij twaalf was stapte hij over op de drums. Hij speelde met eigen bands. In 1994 verhuisde hij naar Londen, waar hij speelde in een kwartet en les had van Paul Bley
Hij maakte opnames met een trio van saxofonist Matthew F. Morris en kwam met een album onder eigen naam, "The Space Within". Rond 2000 ging hij in New York wonen, waar hij sindsdien werkt in de jazzscene. Hij trad hier op en/of speelde met musici als Daniel Carter, Matthew Putman, de groep WAKE UP!, William Parker, Steve Swell en The Cinematic Orchestra. Tevens werkte hij samen met de dichter Steve Dalachinsky. In 2013 ging hij toeren met het elektronische pop-duo Blue Foundation, in Amerika, maar ook Europa en China.
In 2001 richtte hij 577 Records op, een onafhankelijk platenlabel dat tot 2008 actief was.

## Discografie (selectie)
- Kirk Knuffke, Federico Ughi, Chris Welcome "Garden of Gifts" (577 Records)
- Eri Yamamoto "Duologue" (AUM Fidelity)
- Daniel Carter, William Parker, Federico Ughi "The Dream" (577 Records)
- Federico Ughi met Daniel Carter "Astonishment" (577 Records)
- Federico Ughi "The Space Within" (Slam Productions)

- Gemeinsame Normdatei: 1037889207
- International Standard Name Identifier: 0000 0004 0965 027X
- Library of Congress Control Number: no2004121161
- MusicBrainz: d1b668d8-8382-4a5a-b850-f6a3a023102c
- Virtual International Authority File: 303554256
- WorldCat: E39PBJfx6KwQxtr4YDYCf9Dwmd